# RKSV Scherpenheuvel
RKSV Scherpenheuvel ist ein Fußballverein auf der Insel Curaçao und spielt in der Saison 2015 als Aufsteiger in der Sekshon Pagá, der höchsten Spielklasse des nationalen Fußballverbands von Curaçao. 